# Macocha
Macocha är en ravin i Tjeckien. Den ligger i regionen Södra Mähren, i den östra delen av landet, 190 km öster om huvudstaden Prag. Macocha ligger 514 meter över havet.
Terrängen runt Macocha är platt österut, men västerut är den kuperad.Runt Macocha är det ganska tätbefolkat, med 124 invånare per kvadratkilometer. Närmaste större samhälle är Blansko, 6,6 km väster om Macocha. I omgivningarna runt Macocha växer i huvudsak blandskog.